# Collelungo (San Venanzo)
Collelungo è una frazione del comune di San Venanzo (TR).
Distante circa 4 km dal capoluogo si trova a 459 m s.l.m. È occupato da 33 abitanti. Il borgo è raggiungibile comodamente partendo dalla vicina Marsciano.

## Geografia fisica
Nasce a poca distanza dal borgo il torrente Fossatone, affluente del Nestore in destra idrografica.

## Storia
Citato come antica «Villa collis longis» e denominato Collelungo di Orvieto. Dal XIII secolo in poi fu sempre sotto ha giurisdizione di questa città, di cui era un avamposto che dominava non solo la sottostante via fluviale del Tevere, ma anche parte della media valle del Tevere. Nel 1816 venne accorpato al comune di San Venanzo.

## Economia e manifestazioni
Agriturismo, agricoltura ed allevamento, costituiscono la risorsa principale del territorio.

## Società
Abitanti censiti

## Monumenti e luoghi d'arte
- Santuario della Madonna della Luce. (XIII secolo)
- Chiesa di San Mattia. (XIV secolo)
- Cinta muraria medioevale.